# دهستان گلیان
گلیان ، دهستانی از توابع بخش مرکزی شهرستان شیروان در استان خراسان شمالی ایران است.